# Kanotsport vid olympiska sommarspelen 1936
Kanotsport vid olympiska sommarspelen 1936 paddlades i Berlin. Detta var första gången kanot var med på det olympiska programmet.

## Medaljtabell
| Pl.    | Nation          | Guld | Silver | Brons | Totalt |
| ------ | --------------- | ---- | ------ | ----- | ------ |
| 1      | Österrike       | 3    | 3      | 1     | 7      |
| 2      | Tyskland        | 2    | 3      | 2     | 7      |
| 3      | Tjeckoslovakien | 2    | 1      | 0     | 3      |
| 4      | Kanada          | 1    | 1      | 1     | 3      |
| 5      | Sverige         | 1    | 0      | 1     | 2      |
| 6      | Frankrike       | 0    | 1      | 0     | 1      |
| 7      | Nederländerna   | 0    | 0      | 3     | 3      |
| 8      | USA             | 0    | 0      | 1     | 1      |
|        |                 |      |        |       |        |
| Totalt | Totalt          | 9    | 9      | 9     | 27     |

## Deltagande nationer
- Österrike (9)
- Belgien (8)
- Kanada (8)
- Tjeckoslovakien (13)
- Danmark (4)
- Finland (3)
- Frankrike (3)
- Tyskland (14)
- Storbritannien (4)
- Ungern (5)
- Italien (1)
- Luxemburg (3)
- Nederländerna (9)
- Norge (1)
- Polen (2)
- Sverige (9)
- Schweiz (9)
- USA (10)
- Jugoslavien (4)

## Medaljsummering
| Event                        | Guld                                               | Silver                                   | Brons                                          |
| C-1 1000 meter Detaljer...   | Frank Amyot Kanada                                 | Bohuslav Karlík Tjeckoslovakien          | Erich Koschik Tyskland                         |
| C-2 1000 meter Detaljer...   | Tjeckoslovakien Vladimír Syrovátka Jan Brzák-Felix | Österrike Rupert Weinstabl Karl Proisl   | Kanada Frank Saker Harvey Charters             |
| C-2 10000 meter Detaljer...  | Tjeckoslovakien Václav Mottl Zdeněk Škrland        | Kanada Frank Saker Harvey Charters       | Österrike Rupert Weinstabl Karl Proisl         |
| K-1 1000 meter Detaljer...   | Gregor Hradetzky Österrike                         | Helmut Cämmerer Tyskland                 | Jaap Kraaier Nederländerna                     |
| K-1 10000 meter Detaljer...  | Ernst Krebs Tyskland                               | Fritz Landertinger Österrike             | Ernest Riedel USA                              |
| K-2 1000 meter Detaljer...   | Österrike Adolf Kainz Alfons Dorfner               | Tyskland Ewald Tilker Fritz Bondroit     | Nederländerna Nicolaas Tates Wim van der Kroft |
| K-2 10000 meter Detaljer...  | Tyskland Paul Wevers Ludwig Landen                 | Österrike Viktor Kalisch Karl Steinhuber | Sverige Tage Fahlborg Helge Larsson            |
| F-1 10000 meter Detaljer...  | Gregor Hradetzky Österrike                         | Henri Eberhardt Frankrike                | Xaver Hörmann Tyskland                         |
| F-2 10000 meter, Detaljer... | Sverige Sven Johansson Erik Bladström              | Tyskland Willi Horn Erich Hanisch        | Nederländerna Piet Wijdekop Cees Wijdekop      |